# Edwige Bancole
Edwige Bancole – benińska lekkoatletka, sprinterka, uczestniczka Letnich Igrzysk Olimpijskich 1980.
Podczas Letnich Igrzysk Olimpijskich 1980 startowała w eliminacjach biegu na 100 metrów. W eliminacjach uzyskała czas 13,19, który jednak nie dał awansu do następnej fazy rozgrywek.

## Rekordy życiowe
| Dystans            | Wynik (s) | Data |
| ------------------ | --------- | ---- |
| bieg na 100 metrów | 12,8      | 1980 |